# Ilona Jirotková
Ilona Jirotková (* 1950) je československá a česká bývalá modelka a herečka, též příležitostně zastupující herečky v erotických scénách.

## Kariéra
Ilona Jirotková debutovala ve filmovém dramatu Já, truchlivý bůh z roku 1969 v režii Antonína Kachlíka.
V roce 1973 si získala mezinárodní věhlas rolí Barborky v pohádkovém filmu Tři oříšky pro Popelku.

## Filmografie (výběr)
Filmy
- 1969: Já, truchlivý bůh
- 1971: Petrolejové lampy
- 1972: Slečna Golem
- 1973: Tři oříšky pro Popelku
- 1974: Jak utopit dr. Mráčka aneb Konec vodníků v Čechách
- 1975: Den, který změnil svět (Atentat u Sarajevu)
- 1975: Sedmého dne večer
- 1976: Odysseus a hvězdy
- 1977: Zlaté rybky
- 1979: Čas pracuje pro vraha

Televizní seriály
- 1972: F. L. Věk, epizoda Návrat domů
- 1972: Pan Tau
- 1975: 30 případů majora Zemana
- 1995: Život na zámku